# Marco Zanetti
Pour les articles homonymes, voir Zanetti.
 (août 2017).
Si vous disposez d'ouvrages ou d'articles de référence ou si vous connaissez des sites web de qualité traitant du thème abordé ici, merci de compléter l'article en donnant les références utiles à sa vérifiabilité et en les liant à la section « Notes et références ».
Marco Zanetti (né le 10 avril 1962) est un joueur professionnel de billard français de nationalité italienne.

## Biographie
Marco est le fils de Erwin Zanetti, président du cercle de Billard Carambole de Bolzano.

## Palmarès

### Championnat du monde
- 1997 :  troisième place
- 2000 :  troisième place
- 2001 :  vice-champion du monde
- 2002 :  Champion du monde
- 2003 :  troisième place
- 2008 :  Champion du monde
- 2009 :  troisième place
- 2011 :  vice-champion du monde
- 2012 :  troisième place

### Jeux mondiaux
- Médaille de bronze en 2009 à Kaoshiung (Taiwan)
- Médaille d'or en 2013 à Cali (Colombie)
- Médaille d'argent en 2017 à Wrocław (Pologne)

### Championnat d'Europe
- 2007 :  troisième place
- 2010 :  troisième place
- 2012 :  champion d'Europe
- 2017 :  champion d'Europe